# クレメラ川の戦い (紀元前477年)
クレメラ川の戦いは、紀元前477年に発生した共和政ローマのファビウス氏族と、エトルリア人都市国家であるウェイイとの戦いである。発生日は7月18日であったと思われるが、オウィディウスは2月13日としている。

## 背景
紀元前509年にローマ最後の王タルクィニウス・スペルブスが追放され、ローマに共和政が樹立されると、タルクィニウスの復帰を巡ってクルシウム（en）王ラルス・プルセナスとの戦いが起こった（ローマ包囲戦）。しかし、ローマ近郊（北西16キロメートル）のウェイイとの間には、平和が保たれていた。
しかし、ローマ内でパトリキ（貴族）とプレブス（平民）の争いが激化すると、ウェイイはこれに付け込み、紀元前483年から両者の戦争が始まった。ローマは紀元前480年の戦いで大勝するが、両者の敵対関係は続いていた。
当時ローマは多方面に敵を抱えていたため、紀元前479年にファビウス氏族は元老院に対して、ウェイイとの戦争は、軍事的にも資金的にも彼らの氏族だけで行うことを提案した。元老院はこれを感謝をもって受け入れた。ファビウス軍は、テヴェレ川の支流のクレメラ川（en）に野営地を築き、そこからウェイイ領土に嫌がらせ攻撃をかけると共に、ウェイイからローマへの襲撃を撃退していた。ファビウス軍は紀元前478年と紀元前476年に発生した戦いに勝利していたが、紀元前477年に本格的な戦いが発生することになる。

## 戦闘
ウェイイはそれまでの失敗を恥じて、ファビウス軍に待ち伏せ攻撃をかけることとした。伏兵を置き、自軍の戦力を実際より過少にみせた。田園の一部をあえて荒廃させ、そこが急遽廃棄されたように見せるために、家畜の群れを放った。これを見たファビウス軍は、ウェイイ軍がもはや彼らの侵攻に耐えられないと過小評価した。このため、熟慮もせずに、ファビウスの兵達は、家畜を捕まえようと野営地を出た。ファビウス兵はウェイイの伏兵が隠れている場所を越え家畜を追って散らばっていった。
ウェイイ軍は、機を見て隠れていた場所から飛び出して大声で叫び、弓矢で攻撃し、さらにファビウス軍をびっしりと包囲した。これでファビウス軍の兵の数の少なさが分かった。ファビウス軍は組織だった戦闘はできず、楔型隊形を取り、道を切り開いて丘に登るしかなかった。これは成功し、丘に登ったファビウス軍は一息ついた。数では劣るものの、高地の優位を利用すれば勝利も可能と思われた。しかし、ウェイイ軍の分遣隊はファビウス軍を迂回して、その背後から攻撃した。
完全に包囲されたファビウス軍は全滅する。若年のためにローマに留まっていたクィントゥス・ファビウス・ウィブラヌスのみが、たった一人のファビウス氏族の生き残りとなった。

## その後
この大敗北を聞いて、ローマは執政官ティトゥス・メネニウス・ラナトゥスを軍と共に送った。しかしローマ軍は再び敗北する。ウェイイ軍はローマに進軍し、ヤニクルムの丘を占領した。元老院は、ウォルスキ族と戦っていたもう一人の執政官ガイウス・ホラティウス・プルウィッルスを呼び戻し、2つの戦いが行われるが決着はつかなかった。最初の戦いはプラエネスティーナ門近くのスペース神殿（en）近くで発生し、もう一つはコリナ門（en）近くで戦われた。この後ウェイイ軍はローマから撤退し、翌紀元前476年にローマ軍に敗北するまで、田園地帯での略奪を継続した。

## 参考資料
- Livy (1905) (英語), From the Founding of the City, Trans. Canon Roberts, ウィキソースより閲覧。, II (print: Book 1 as The Rise of Rome, Oxford University Press, 1998, ISBN 0-19-282296-9)
- Dionysius of Halicarnassus: Roman antiquities at LacusCurtius, IX.